# Gentryville (Indiana)
Gentryville es un pueblo ubicado en el condado de Spencer en el estado estadounidense de Indiana. En el Censo de 2010 tenía una población de 268 habitantes y una densidad poblacional de 261,96 personas por km².

## Geografía
Gentryville se encuentra ubicado en las coordenadas 38°6′36″N 87°2′2″O / 38.11000, -87.03389. Según la Oficina del Censo de los Estados Unidos, Gentryville tiene una superficie total de 1.02 km², de la cual 1.02 km² corresponden a tierra firme y (0.25%) 0 km² es agua.

## Demografía
Según el censo de 2010, había 268 personas residiendo en Gentryville. La densidad de población era de 261,96 hab./km². De los 268 habitantes, Gentryville estaba compuesto por el 95.9% blancos, el 1.12% eran afroamericanos, el 1.87% eran amerindios, el 0% eran asiáticos, el 0% eran isleños del Pacífico, el 0.75% eran de otras razas y el 0.37% pertenecían a dos o más razas. Del total de la población el 1.12% eran hispanos o latinos de cualquier raza.